# باریم اکسید
اکسید باریم (به انگلیسی: Barium oxide) با فرمول شیمیایی BaO یک ترکیب شیمیایی است. که جرم مولی آن ۱۵۳٫۳۲۶ g/mol می‌باشد. شکل ظاهری این ترکیب، جامد سفید است.

## کاربرد
در کاتود نمایشگرهای VFD برای انتشار بهتر الکترون و در بعضی لامپ‌های خلاء.
در تلویزیون‌های CRT (لامپ تصویری) برای جلوگیری از انتشار اشعه‌های مضر استفاده می‌شود.